# Jan Långben som djurtämjare
Jan Långben som djurtämjare (engelska: The Big Wash) är en amerikansk animerad kortfilm med Långben från 1948.

## Handling
Långben jobbar som djurskötare på en cirkus och har fått i uppdrag att mata och bada elefanten Dolores. Dolores själv är dock inte så sugen på att bada, och gör allt för att smita från Långben; bland annat klär hon ut sig till clown för att kunna lura honom.

## Om filmen
Elefanten Dolores hade tidigare medverkat i den tidigare Långben-kortfilmen Jan Långben på tigerjakt från 1944 och kom även medverka i Kalle Anka-filmen Kalle Anka och Jumbo som utkom 1953.

### Svensk distribution
Filmen hade svensk premiär den 22 november 1948 och visades på biografen Spegeln i Stockholm.
Filmen har haft flera svenska titlar genom åren. Vid biopremiären 1948 gick den under titeln Jan Långben som djurtämjare. Alternativa titlar till filmen är Långben som elefantägare och Stora tvättdagen.
Filmen har givits ut på DVD och finns dubbad till svenska.

## Rollista
- Pinto Colvig – Långben[11]